# 伊莉莎白鎮區 (伊利諾伊州喬戴維斯縣)
伊莉莎白鎮區（英語：Elizabeth Township）是位於美國伊利諾伊州喬戴維斯縣的一個行政鎮區。

## 地方資料
根據2010年美國人口普查的數據，伊莉莎白鎮區的面積為95.50平方千米，當中陸地面積為95.47平方千米，而水域面積為0.03平方千米。當地共有人口1072人，而人口密度為每平方千米11.23人。